# Scoop 3
Scoop 3 es un álbum recopilatorio del músico británico Pete Townshend, publicado por Eel Pie Records en 1994.

## Historia
Scoop 3 es el tercer y último recopilatorio de la serie Scoop, que incluye demos, descartes y tomas alternativas de canciones de The Who y de la carrera en solitario de Townshend. El álbum incluye el demo "Marty Robbins", grabado en junio de 1984, posteriormente completada en Endless Wire, el primer disco de The Who en 24 años. 
Los tres discos de la serie Scoop fueron recopilados en el álbum Scooped, y en 2006 fueron remasterizados y reeditados por el sello SPV.

## Lista de canciones
1. "Can You See the Real Me"
2. "Dirty Water"
3. "Commonwealth Boys"
4. "Theme 015"
5. "Marty Robbins"
6. "I Like It the Way It Is"
7. "Theme 016"
8. "No Way Out (However Much I Booze)"
9. "Collings"
10. "Parvardigar"
11. "Sea and Sand"
12. "971104 Arpeggio Piano"
13. "Theme 017"
14. "I Am Afraid"
15. "Maxims for Lunch"
16. "Wistful"
17. "Eminence Front"
18. "Lonely Words"
19. "Prelude 970519"
20. "Iron Man Recitative"
21. "Tough Boys"
22. "Did You Steal My Money?"
23. "Can You Really Dance?"
24. "Variations on Dirty Jobs"
25. "All Lovers Are Deranged"
26. "Elephants"
27. "Wired to the Moon, Pt. 2"
28. "How Can You Do It Alone"
29. "Poem Disturbed"
30. "Squirm Squirm"
31. "Outlive the Dinosaur"
32. "Teresa"
33. "Man and Machines"
34. "It's In Ya"